# Henry Maske
Henry Maske est un boxeur allemand né le 6 janvier 1964 à Treuenbrietzen.

## Carrière amateur
Champion olympique aux Jeux de Séoul en 1988 dans la catégorie poids moyens, il remporte également une médaille d'or aux championnats du monde à Moscou en 1989 en mi-lourds ainsi qu'une médaille d'argent à Reno en 1986 et 3 titres européens consécutifs entre 1985 et 1989 en poids moyens.

## Carrière professionnelle
Maske passe professionnel en 1990 et devient champion du monde poids mi-lourds IBF le 20 mars 1993 en battant l'Américain Charles Williams. Il conserve son titre à dix reprises avant de s'incliner aux points face à Virgil Hill le 23 novembre 1996 lors du combat de réunification des ceintures WBA et IBF. Il annonce alors sa retraite sportive et fera un retour éphémère 11 ans plus tard pour prendre sa revanche face à Hill.

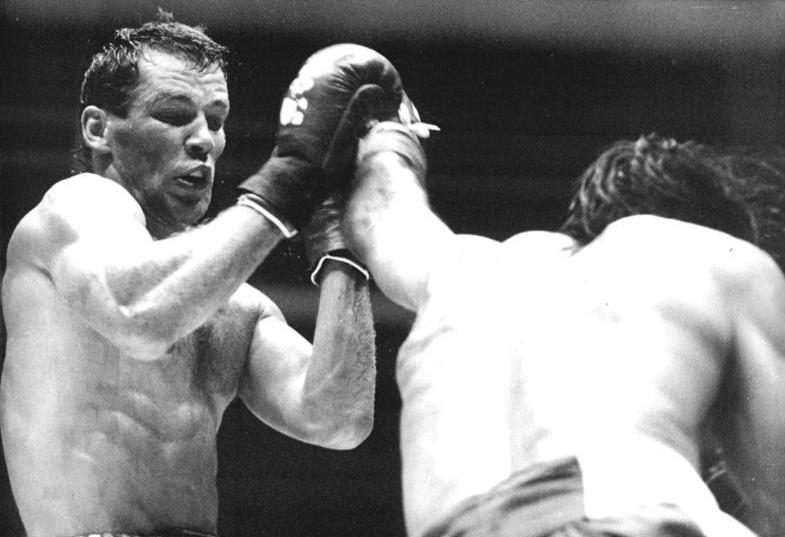
Henry Maske opposé à Jorge Jose Salgado en 1990
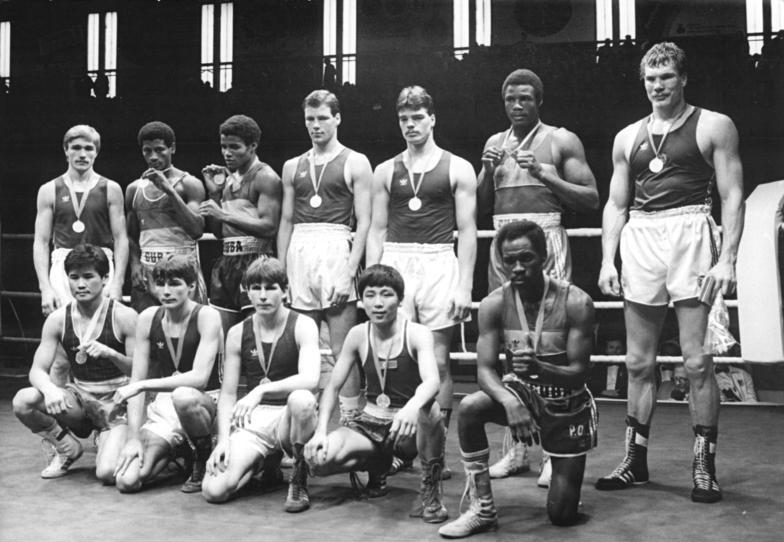
Maske , 3e boxeur à droite debout

## Carrière au cinéma
- 2010 : il interprète le boxeur allemand Max Schmeling dans le film homonyme réalisé par Uwe Boll.